# Iglesia de San Vicente (Toledo)
La iglesia de San Vicente es un templo católico de la ciudad española de Toledo, de estilo mudéjar. 

## Historia
Figura como parroquia ya en 1125, si bien, existe documentación que habla de que fue fundada por Alfonso VI poco después de la conquista. 
El edificio actual es el resultado de sucesivas reconstrucciones, transformaciones y añadidos. Así, el elemento más antiguo conservado es el ábside que, por su estructura, no parece anterior al siglo XIII, siguiendo un tipo muy similar al del Cristo de la Vega, en el que se destaca el exterior, con un pequeño resalto, el tramo recto, que precede al ábside propiamente dicho. También concuerda con esa fecha la utilización de frisos en esquinilla, separando horizontalmente los cuerpos de arquerías, y la misma tipología de los arcos, que repite los de medio punto doblados y los de herradura apuntados, cobijados por lobulados, que aparecen en el Cristo de la Vega. El conjunto quedó desfigurado al añadir, en el eje, un gran escudo barroco y abrir dos vanos, para iluminación de la capilla mayor y de una cripta. En el interior conserva la doble arquería que recorre el perímetro del ábside, arcos ciegos sencillos de herradura. A la derecha, aprovechando el grosor del muro, se ha incorporado una pequeña capilla gótica, con bóveda de crucería, de comienzos del siglo XVI. 
Suprimida la parroquia en 1842, el edificio alberga en la actualidad el Círculo de Arte de Toledo, con fines ajenos a los litúrgicos. 

## Descripción
El templo consta de una sola nave, con capillas laterales a ambos lados, separadas de ésta por pilares rectangulares, que sostienen arcos semicirculares de herradura. Estas capillas se añadieron a la época gótica, probablemente en la segunda mitad del siglo XIV, como parecen indicar los únicos restos conservados en las capillas situadas en el lado del evangelio: Dos bóvedas de crucería, una de ellas con terceletes, y las celosías de estuco con tracería de lado. 
Se viene afirmando que fue en 1577 cuando se añadió, a los pies de la iglesia, la capilla del Espíritu Santo, siguiendo trazas de Vergara. Sin embargo, se trataría de la reconstrucción de otra capilla, edificada a fines del siglo XV o comienzos del XVI, como demuestra la decoración vegetal del arco de entrada, único elemento que todavía se conserva. La capilla existió hasta 1795, año en que el cardenal Lorenzana compró la casa de la Inquisición –situada al lado de la Iglesia– y utilizado el espacio de la tribuna y del hastial de la iglesia, construyó el actual palacio Lorenzana. 
También, a finales del siglo XVI, se llevó a cabo la remodelación de una de las antiguas capillas góticas, la primera del lado de la epístola, transformada en capilla de la Asunción de Nuestra Señora, por fundación de doña Isabel de Ovalle en su testamento de 1557. La decoración, al fresco, fue realizada por el genovés Alejandro Semino, a cuya muerte se encargó a El Greco el retablo de la Asunción, que fue terminado en 1615. 
A finales del siglo XVI, se planteó la rehabilitación del edificio, pues sufría grandes daños en la estructura. Se encargaron de la reparación Lázaro Hernández, habitual colaborador de Vergara, y el carpintero Antonio de Espinosa. Se eliminó la torre mudéjar, construyendo una nueva en 1599 con trazas de Nicolás de Vergara el Mozo. Es totalmente lisa, con campanario de un solo vano, entre pilares cajeados; al lado, también con traza de Vergara, se construyó un pórtico, hoy desaparecido, pero que todavía existía en 1804, cuando se colocaron en él unas rejas de Juan Francés, procedentes de la iglesia de San Andrés, que hoy se encuentran en el callejón situado a los pies de la iglesia.